# Остерија Нуова (Римини)
Остерија Нуова је насеље у Италији у округу Римини, региону Емилија-Ромања.
Према процени из 2011. у насељу је живело 327 становника. Насеље се налази на надморској висини од 134 м.